# Xalet Ysern
El Xalet Ysern és un edifici protegit com a bé cultural d'interès local del municipi de l'Hospitalet de Llobregat (Barcelonès).

## Descripció
És un edifici racionalista de planta i dos pisos organitzats de forma esglaonada. Els tres pisos són remarcats per sengles cornises que coronen cada una de les plantes i per un ràfec a la planta baixa, subratllant així l'esglaonament. Hi ha un joc de volums combinant les formes cúbiques amb el semicilindre que s'avança a la façana al nivell de planta baixa i que és la base de la terrassa del segon pis, a l'extrem esquerre i més alt de l'edifici. Les portes i finestres tenen forma rectangular.
Sobre la cornisa del segon pis fou aixecada l'any 1950 una altra planta.

## Història
Els plànols del projecte original estan signats per Antoni Puig i Gairalt, encara que l'autoria de l'obra és atribuïda al seu germà Ramon.
Va ser feta construir pel metge Jaume Isern i Hombravella per a consulta mèdica i habitatge familiar. Anys més tard va passar a ser una comissaria de policia, moment en què es va afegir un pis més a l'edifici.